# Eudocima cajeta
Eudocima cajeta là một loài bướm đêm thuộc họ Erebidae. Nó được tìm thấy ở Sri-Lanka, Ấn Độ và Indonesia.

## Hình ảnh

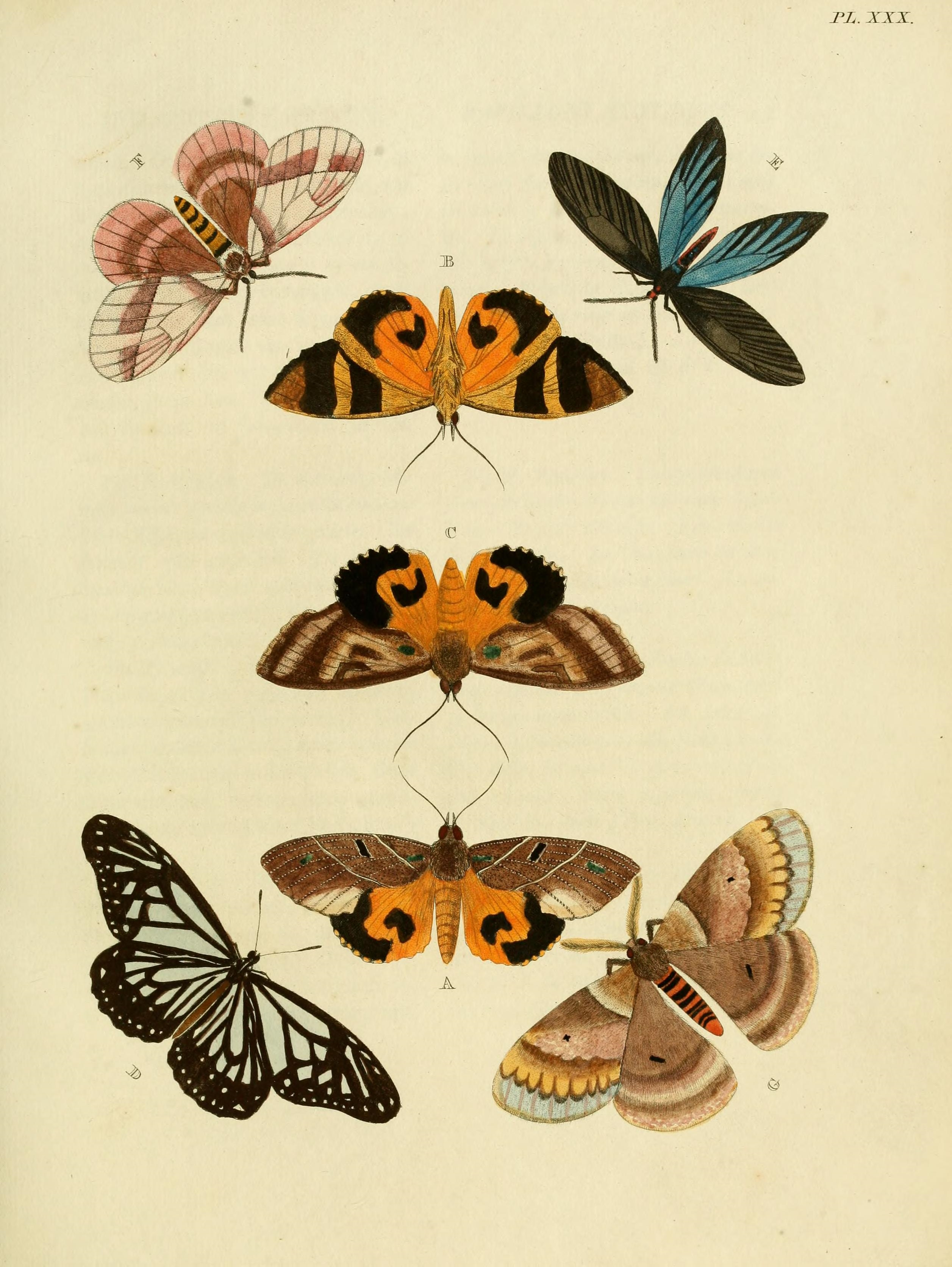